# رايموند هوارد
رايموند هوارد (بالإنجليزية: Raymond Howard)‏ هو محامي وسياسي أمريكي، ولد في 13 مارس 1935 في سانت لويس في الولايات المتحدة. حزبياً، نشط في الحزب الديمقراطي. وقد انتخب عضو مجلس ولاية ميزوري.